# Lars-Erik Edlund
Lars-Erik Edlund, född 16 augusti 1953 i Trehörningsjö, Ångermanland, är en svensk nordist och sedan 1995 professor i nordiska språk vid Umeå universitet. 

## Biografi
Edlund disputerade 1985 med avhandlingen Studier över svenska ortsboöknamn, och blev docent 1989. Hans huvudsakliga forskningsområden har varit ortnamnsforskning, dialektologi och språkhistoria; forskning som han ofta bedrivit i tvärvetenskapliga projekt i nära samarbete med historieforskare, som till exempel Kulturgräns norr – Förändringsprocesser i tid och rum (1996–2005).
Under åren 1994–1996 var han chefredaktör för uppslagsverket Norrländsk uppslagsbok, och har senare varit chefredaktör för tidskriften Journal of Northern Studies sedan den – på Edlunds initiativ – grundades år 2007.

### Uppdrag
Edlund har innehaft en rad vetenskapliga uppdrag. Åren 1992–1994 var han ledamot av regeringens forskningsberedning. Han är för närvarande bland annat ledamot av Svenska språknämnden, Svenska fornskriftsällskapet, Forskningsnämnden för svenska språket samt ordförande för Johan Nordlander-sällskapet. Vidare utsågs han år 1998 till ledamot av Svensk-österbottniska samfundet. Åren 1999–2005 var Edlund dekanus för Humanistiska fakulteten vid Umeå universitet. Edlund har också under många år anlitats som expert för högskoleprovets verbala delar.
Efter 18 år som dess preses lämnade Edlund våren 2021 Kungliga Skytteanska Samfundets ledning, och tilldelades i samband med detta samfundets guldmedalj för sina insatser, inte minst för att ha vidgat samfundets räckvidd, dels till regionens alla lärosäten och dels i samarbetet med Svensk-österbottniska samfundet.